# Fujikawa Hisataka
Hisataka Fujikawa (sinh ngày 1 tháng 5 năm 1964) là một cầu thủ bóng đá người Nhật Bản.

## Sự nghiệp câu lạc bộ
Hisataka Fujikawa đã từng chơi cho Nagoya Grampus Eight và JEF United Ichihara.